# Комляков Віктор Іванович
Віктор Іванович Комляков (25 квітня 1960) — молдовський шахіст і шаховий тренер (Тренер ФІДЕ від 2012 року), гросмейстер від 1995 року.
У складі збірної Молдови учасник 6-ти Олімпіад (1992—2000 і 2004). Нині викладає в шаховій школі Анатолія Карпова.

## Шахова кар'єра
1990 року поділив 2-ге місце на турнірі за круговою системою в Москві. До 1992 року виступав лише на турнірах, що проводились в Радянському Союзі. Після здобуття Молдовою незалежності одразу ж опинився в когорті провідних шахістів цієї країни. Неодноразово представляв кольори Молдови на командних змаганнях, зокрема: шість разів на шахових олімпіадах (1992, 1994, 1996, 1998, 2000, 2004) і  на командному чемпіонаті Європи (1992).
Неодноразово досягав успіхів на турнірах, зокрема, в таких містах, як:
- Одорхею-Секуєск (1993, турнір B, поділив 2-ге місце позаду Бориса Іткіса, разом з Іллєю Ботвинником і Віорелом Йордаческу),
- Орел (1994, посів 1-ше місце разом з Сергієм Кисельовим),
- Валь Торанс (1994, поділив 1-ше місце),
- Берлін (1994, турнір Berliner Sommer, поділив 1-місце разом з В'ячеславом Ейнгорном, Матіасом Вальсом, Андрієм Харловим, Віктором Міхалевським, Геннадієм Кузьміним, Володимиром Чучеловим і Олегом Ніколенком),
- Москва (1995, поділив 1-ше місце разом з Андрієм Харитоновим та Ігорем Захаревичем),
- Пожареваць (1995, поділив 1-ше місце разом з Андрієм Зонтахом),
- Ноябрськ (1995, поділив 2-ге місце позаду Костянтина Ланди, разом з Віктором Москаленком і Олександром Стрипунським),
- Кемерово (1995, посів 3-тє місце позаду Олександра Хасіна і Григорія Серпера),
- Сєвєрськ (2001, посів 3-тє місце позаду Антона Шомоєва і Андрія Ковальова),
- Москва (2003, посів 3-тє місце позаду Володимира Доброва і Фарруха Амонатова),
- Серпухов (2004, посів 2-ге місце позаду Євгена Романова),
- Дубна (2005, посів 3-тє місце позаду Павла Малетіна і Дениса Абашеєва),
- Салехард (2007, поділив 2-ге місце позаду Павла Потапова, разом з Андрієм Ковальовим),
- Москва (2008, турнір C, поділив 2-ге місце позаду Руфата Багірова).

Найвищий рейтинг Ело в кар'єрі мав станом на 1 січня 1995 року, досягнувши 2535 очок займав тоді 2-ге місце (позаду Віктора Бологана) серед молдовських шахістів.

## Зміни рейтингу
| На цьому місці має відображатися графік чи діаграма, однак з технічних причин його відображення наразі вимкнено. Будь ласка, не видаляйте код, який викликає це повідомлення. Розробники вже працюють для того, щоби відновити штатне функціонування цього графіка або діаграми. | |
| | На цьому місці має відображатися графік чи діаграма, однак з технічних причин його відображення наразі вимкнено. Будь ласка, не видаляйте код, який викликає це повідомлення. Розробники вже працюють для того, щоби відновити штатне функціонування цього графіка або діаграми. |